# Formazione di San Cassiano
La Formazione di San Cassiano è un'unità litostratigrafica del Triassico medio-superiore delle Alpi Meridionali. Prende il nome dalla località di San Cassiano in Val Badia. La località tipo si trova a Prati di Stuores presso Badia.

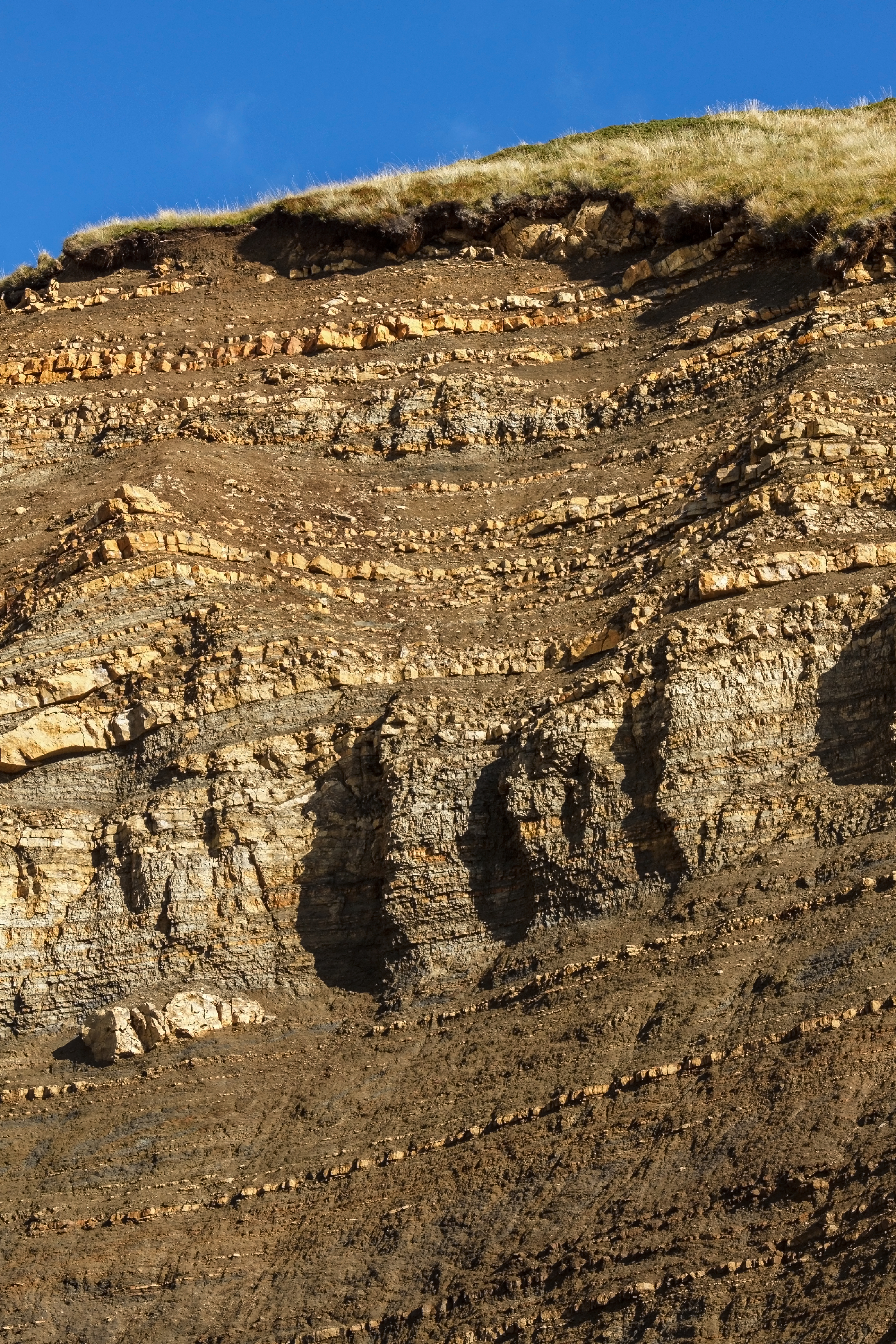
Formazione di San Cassiano, Passo Sella

Fu definita Letto calcareo-marnoso di San Cassiano nel 1834 dal conte Georg di Münster, Strati di San Cassiano nel 1841 da H.L. Wissmann, Strati Cassiani nel 1858 da F. von Hauer. Nel 1977 F.T. Fürsich e J. Wendt l'hanno descritta col nome di Formazione Cassiana introducendondola per la prima volta al moderno concetto di formazione.
L'area di affioramento della formazione si estende in direzione est-ovest dalle Dolomiti occidentali fino alle Alpi Carniche e verso sud fino alla Valsugana.
La formazione costituisce l'equivalente bacinale della piattaforma carbonatica rappresentata dalla Dolomia Cassiana 2. Si è deposta nel Carnico medio e inferiore.
La formazione è costituita da un'alternanza di marne, marne calcaree e calcari, con intercalazioni di calcareniti, e brecce calcaree: in prossimità delle piattaforme carbonatiche si rinvengono intercalati nei sedimenti bacinali i cosiddetti Blocchi di Cipit che sono costituiti da blocchi calcarei di piattaforma scivolati o franati dalle piattaforme nel bacino. Il colore della roccia varia dal bruno al giallo ocra.
Nelle rocce della formazione sono presenti faune pelagiche rappresentate da aculei di riccio di mare e steli di crinoidi, ma si sono ritrovati anche ammoniti e conodonti. Le ammoniti appartengono ai generi Frankites, Trachyceras, Clionitites, Lobites e Daxatina.
La formazione di San Cassiano ha uno spessore massimo di 400-500 metri.
Stratigraficamente il suo limite inferiore è con la formazione terrigeno-vulcanoclastica di Wengen, da cui è separata da un limite graduale o eteropico (interdigitato) originato dalla ripetuta deposizione di materiali vulcanoclastici da una vicina isola vulcanica, durante la sedimentazione della Formazione di San Cassiano.